# Symbolics
Symbolics – firma, która przejęła aktywa producenta komputerów Symbolics, Inc.. Prowadzi sprzedaż i konserwację systemów Open Genera Lisp oraz Macsyma.